# Caiman
Caiman es un género de crocodilios de la familia de los aligatóridos, conocidos vulgarmente como caimanes o yacarés. Se distribuyen en las regiones subtropicales y tropicales de América, desde Centroamérica hasta el sur de Sudamérica.
Nótese que el nombre científico del género es Caiman, sin tilde (ya que en latín no se usa), el cual fue tomado del nombre común, “caimán”, con tilde.

## Especies
Se conocen seis especies del género Caiman:
- Las especies extintas descritas son Caiman wannlangstoni, del Mioceno medio de Perú y el Mioceno tardío de Venezuela;[1] Caiman brevirostris, del Mioceno tardío de Urumaco, Venezuela;[2] y finalmente, Caiman venezuelensis, procedente de depósitos de principios del Pleistoceno de Venezuela.[3]
- El caimán de anteojos (Caiman crocodilus). La especie más norteña; es común desde Centroamérica hasta Venezuela.
  - Caiman crocodilus apaporiensis
  - Caiman crocodilus fuscus

Las otras dos especies son comunes en las zonas pantanosas o lacustres y en los ríos de Bolivia, Brasil,  Noreste de Argentina, Paraguay, la región amazónica del Ecuador, Perú, Colombia y Venezuela:
- El yacaré negro (Caiman yacare), también llamado caimán del Paraguay y yacaré de hocico estrecho. Anteriormente era clasificado como Caiman crocodilus yacare.
- El yacaré overo (Caiman latirostris), también llamado caimán colorado o yacaré de hocico ancho.

De estos dos, el primero es el más abundante.

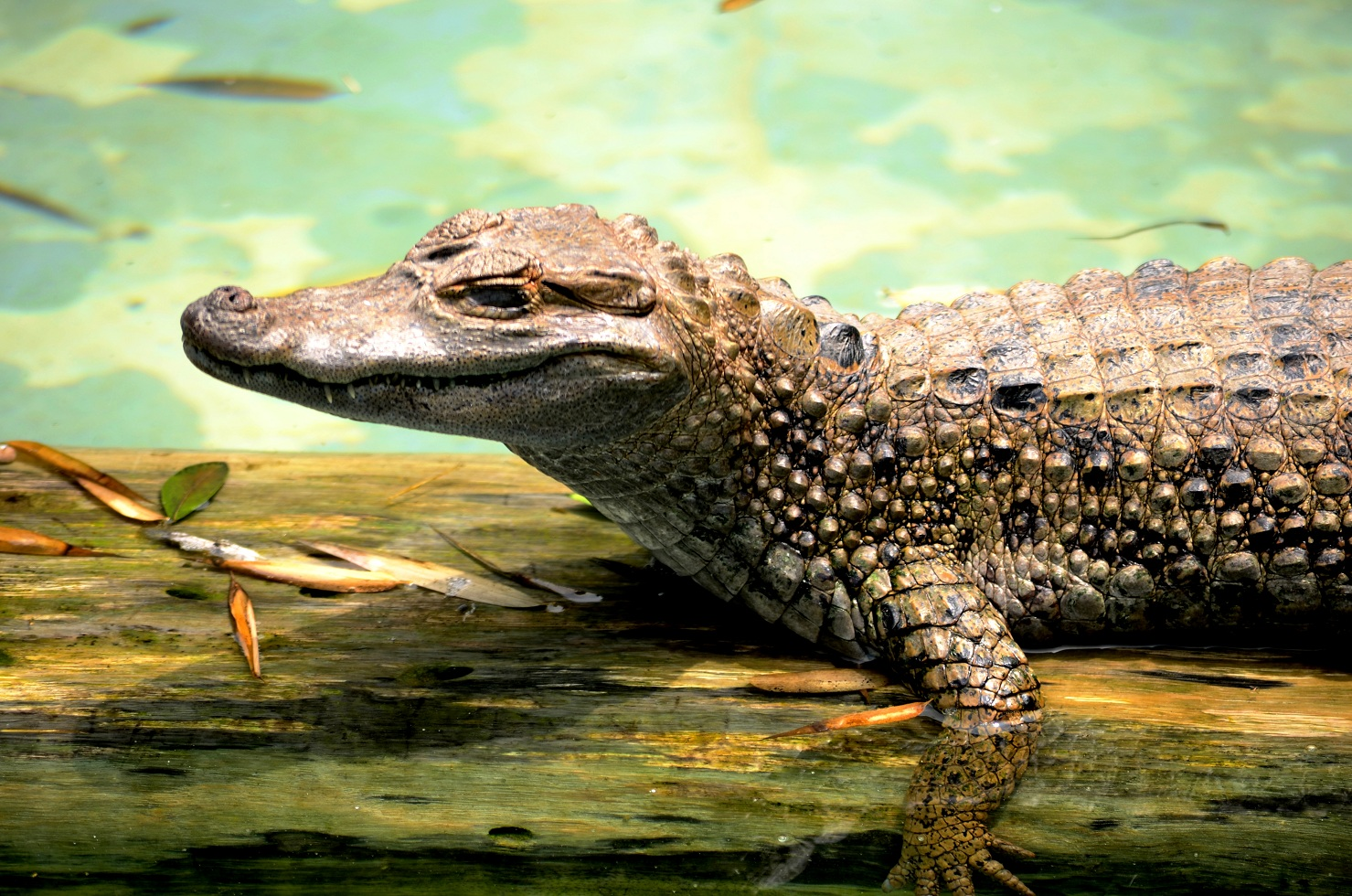
Caiman sobre un tronco.

Cazados intensamente durante décadas por su cuero, aprovechado en marroquinería (especialmente Caiman latirostris por ser el de mejor calidad de cuero), hoy se encuentran universalmente protegidos y en algunos casos industrializados en zoocriaderos. La alta frecuencia de reproducción —en comparación con otros caimánidos— ha permitido recuperar parcialmente las poblaciones, aunque las medidas de protección no se apliquen con el rigor deseable. Ambas especies están registradas en el Apéndice II del listado de especies protegidas de CITES.

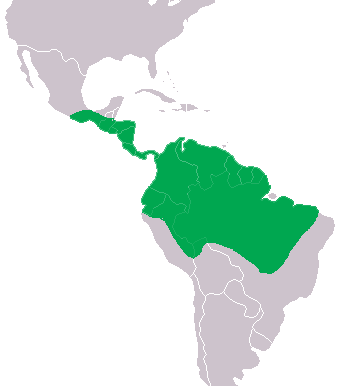
Distribución de Caiman crocodilus
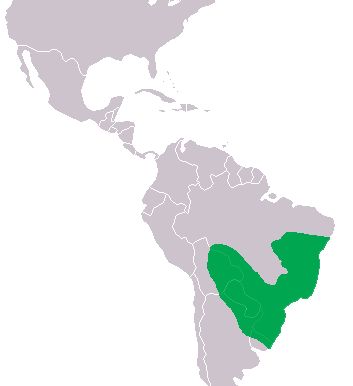
Distribución de Caiman latirostris
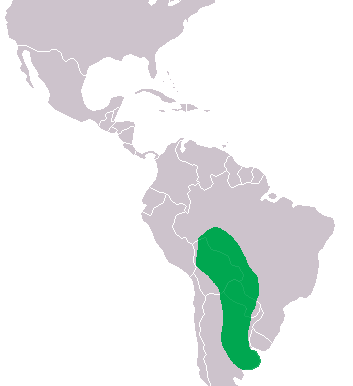
Distribución de Caiman yacare